# Annet Nieuwenhuijzen
Annet Nieuwenhuijzen, née le 7 novembre 1930 à Utrecht, et morte le 5 août 2016 à Amsterdam, était une actrice néerlandaise. Elle a joué pendant des années au Haagse Comedie, au Rotterdams Toneel, Globe et au Publiekstheater.

## Biographie
Annet Nieuwenhuijzen est née le 7 novembre 1930 à Utrecht. Actrice polyvalente, elle a remporté deux grands prix de théâtre néerlandais, le Theo d'Or et le Theo Mann-Bouwmeesterring (nl) et a reçu un Veau d'or. Elle est morte à l'âge de 85 ans.

## Télévision
- Kleren maken de man (nl) - Ellen (1957)

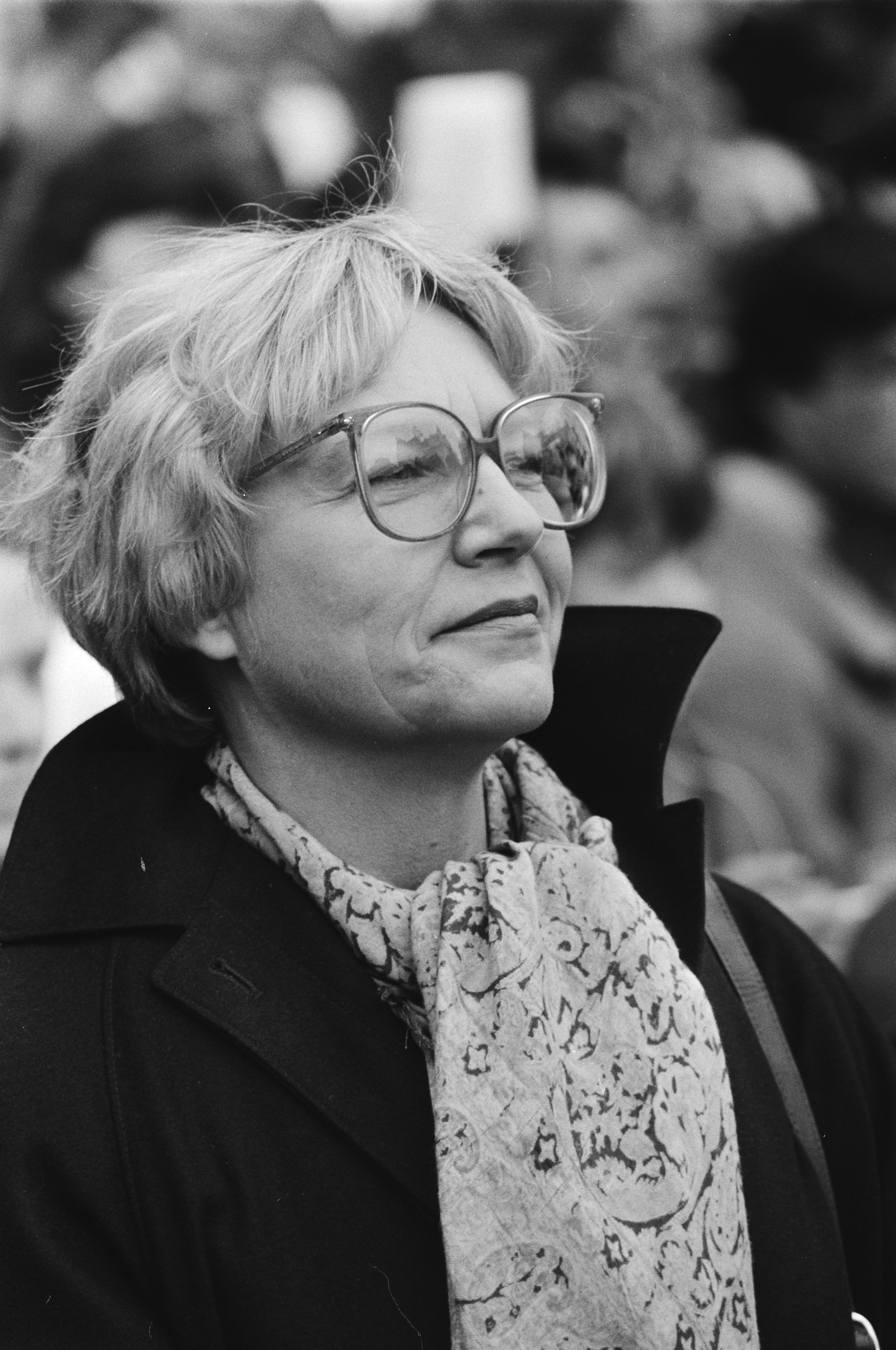
Annet Nieuwenhuijzen en 1982.

- Het grote begin - Maria Magdalena (1963)
- Een bruid in de morgen - Moeder (1974)
- Een pak slaag (nl) - Ans Slieps (1979)
- Afzien - Gwen (1986)
- Leedvermaak (nl) - Riet (1989. Gouden Kalf in de categorie beste actrice)
- Bij nader inzien - Henriette (1991)
- Suite 215 - Aurora (1992)
- Oud Geld (nl) - Guusje Bussink-van Mechelen Liepelt (1998-1999)
- Wet & Waan (nl) - Professor Boeschoten (2000)
- Kees & Co (nl) - Oude vrouw (afl. Snik, snik, 2006)
- Keyzer & De Boer Advocaten - Fien de Boer (2006, 2007)
- Happy End - Riet (2009)

## Publications
- Annet Nieuwenhuijzen: Over De Haagsche Comedie van Cees Laseur en Paul Steenbergen. Eindred.: Xandra Knebel (Ida Wasserman Lezing). Amsterdam, Theater Instituut Nederland, 2007. Geen ISBN
- (audio-CD) Agathie Christie: Het geval van de volmaakte dienstbode. Moord met het meetlint. Voorgelezen door Annet Nieuwenhuijzen. Amsterdam, Rubinstein, 2006.  (ISBN 90-5444-443-6)